# Artenwechsel
Mit Artenwechsel (auch: Arten-Turnover oder species turnover) wird in der Biologie der Wandel der Zusammensetzung einer Lebensgemeinschaft eines abgegrenzten Habitats durch hinzukommende Arten bezeichnet. Bislang wenig vertretene (chancenlose) oder einwandernde Arten, die sich in einem Habitat durchsetzen, können vorhandene und bislang dominant auftretende Arten (vor allem durch Konkurrenz) zurückdrängen oder verdrängen, so dass diese seltener auftreten und lokal oder regional aussterben. Artenwechsel umfasst auch rein zufällige, stochastische Verschiebungen des Artenbestandes – im Gegensatz zur Sukzession, die gerichtete Veränderungen voraussetzt.

## Ursachen
Artenwechsel vollziehen sich zum Beispiel, wenn sich die Lebensbedingungen in einem Biotop ändern und sich dadurch eine vorher chancenlose Art durchsetzen kann. Ein Beispiel für solche Änderungen sind Schwankungen der Umweltbedingungen, z. B. durch abwechselnd warme oder kühle, nasse oder trockene Jahre, was zu Veränderungen des Artenbestands führen kann; solche Änderungen können  reversibel sein, falls keine gerichtete Veränderung (z. B. in diesem Fall: ein Klimawandel) vorliegt. Ein anderes Beispiel ist die vom Menschen beeinflusste Trockenlegung von Mooren. Artenwechsel ganz ohne Veränderung der Umweltbedingungen kommen regelmäßig dann vor, wenn eine Art, die in einem bestimmten Habitat leben kann, dies aber bisher (aufgrund von Verbreitungsbarrieren) nicht besiedeln konnte, hier neu auftritt. Dies kann auf natürliche Faktoren zurückgehen (Beispiel: Eine Eidechsenart erreicht eine Insel durch verdriftete Individuen auf einem Treibholz-„Floß“). Manche Arten sind aufgrund von fehlenden Fernverbreitungsmechanismen extrem schlechte Kolonisatoren und können lange Zeitspannen benötigen, um geeignete Habitate tatsächlich zu erreichen. Es kommt heute aber häufiger vor, dass von Menschen eingeführte (neobiotische) Arten sich als „stärker“ erweisen und in ihrem neuen Habitat Konkurrenten ausrotten oder verdrängen.
Ein wichtiger Einzelfaktor ist die Änderung des zur Verfügung stehenden Nahrungsangebotes (wobei diese Änderung wiederum multifaktoriell ausgelöst sein mag).
Artenwechsel können ihre Ursache auch darin haben, dass das Habitat ökologisch stärker fragmentiert wird, was den Verlust oder Gewinn besonders geeigneter Biotopflächen für eine bestimmte Art gegenüber einer konkurrierenden bedeuten kann.

## Zeitbedarf
Ein wichtiger Parameter beim Artenwechsel ist die Zeit, die im Durchschnitt benötigt wird, um eine Art durch eine andere zu ersetzen (Englisch: species turnover time). Allerdings erscheint der Zeitraum umso kürzer, je mehr Daten ausgewertet werden. Auch scheint der Zeitraum für einen Artenwechsel umso kürzer zu sein, je komplexer die untersuchten Organismen sind.

## Verwechslungsmöglichkeit
Der Artenwechsel unterscheidet sich von der langfristigen Evolution mit Wechsel von einer Chronospezies in die nächste, die eine Anpassung durch Formenwandel bei bereits vorhandenen Arten an neue Bedingungen darstellt (Artenwandel).